# シベリア航空機撃墜事件
シベリア航空機撃墜事件（シベリアこうくうきげきついじけん）とは、2001年10月に発生したウクライナ軍ウクライナ防空軍によるとされる民間航空機撃墜事件である。原因は演習をしていたウクライナ防空軍のミサイルが誤って旅客機を撃墜した過失であるという説があったが、当該機がイスラエルから飛行していたこと、またアメリカ同時多発テロ事件の翌月に発生したため、新たなテロではないかと物議をかもした。

## 事件の概略
2001年10月4日、ロシアの航空会社シベリア航空（現・S7航空）1812便のツポレフTu-154Mは、イスラエル・テルアビブのベン・グリオン国際空港からロシア・ノボシビルスクのトルマチョーヴォ空港に向けて黒海上空を飛行中であった。しかし午後1時44分（現地時間）に何の前触れもなく墜落した。
旅客機には乗員12名、乗客66名（うち51名がロシア系イスラエル人）のあわせて78名が搭乗していたが、全員が犠牲になった。ソチにあるロシアの地上管制センターは突然旅客機との交信不能になったが、付近を飛行していたアルメニア航空機のパイロットが、シベリア航空機が空中で爆発後、急降下して墜落するのを目撃したと管制塔に報告した。
当初、9・11事件の直後であったため、テロリズムによる破壊活動であると考えられたが、当日は黒海沿岸にあるウクライナ軍が過去数年間で最大規模の軍事演習を実施しており、現場から約240 km離れたクリミア半島東部の軍事施設で行われていた地対空ミサイルの発射訓練によるミサイル誤射・撃墜説が唱えられた。この説によれば、旅客機の近くでミサイルが炸裂し、その爆発の衝撃で致命的な損傷を受けた為に墜落したというものであった。

## ウクライナ側の反論
ロシア政府は事件の2日後、「ウクライナ軍が発射したS-200 (SA-5 ガモン)地対空ミサイル（射程300 km）が命中した疑いがある」と述べ、5日後には政府の調査委員会が、「ウクライナ軍のミサイルが事故機を撃墜した」との見解を示した。そして2001年10月12日には、「シベリア航空機は地対空ミサイルに撃墜された」と発表した。「旅客機の破片についた痕跡がS-200によって生じる特徴的なものである」とし、また「ミサイル発射と墜落のタイミングは、一致している」と報告した。
それに対しウクライナ軍は当初、「ミサイル発射は計画通りに完了した」と主張していた。それによると、「演習に使用したミサイルは10 km前後の射程のものであり、発射した方角には航空機はいなかったうえに、ミサイル発射演習の開始は墜落の16分後の午後2時である」とし事件への関与を全面否定していたが、演習に長距離地対空ミサイルを使用したことは否定しなかった。しかし撃墜については、「絶対にあり得ない」と否定した。またその後、疑惑がもたれている長距離地対空ミサイルについて「午後1時41分に発射されたものであり2分後に海に落下した」と述べた。

## 謝罪とその後の経過
このように事件への関与を全面否定していたウクライナ軍であるが、ロシア連邦政府が、ミサイルの出所を敢えて明言しないまま地対空ミサイルが命中もしくは近傍で爆発したため墜落したと発表したため、事故の原因はなお不明であるとしながらもウクライナの関与があることについて正式に謝罪し、犠牲者の家族への補償交渉を開始した。
2003年11月20日には補償に関する合意がウクライナとイスラエルの両政府間で署名された。そこでは「ウクライナ政府は墜落に対して法的に責任がなく、どんな義務からも拘束されない」としており、ウクライナ軍の首脳であった将軍（当事件で後に辞任した）は「補償は人道的配慮によって行われるものであり、罪を認めたものではない」とメディアにコメントした。
そのためロシアの遺族の一部はウクライナからの補償を拒否し、ウクライナのキエフでウクライナ政府に対し民事訴訟を提訴した。その審理でウクライナ政府は、レーダーの記録を根拠に「旅客機墜落はウクライナのミサイルによるものではない」と主張し、ロシア連邦政府による調査結果を終始否定した。
それに対し原告側弁護士は「遺族と補償交渉した」とウクライナ政府が自らメディア発表したことを指し、「事件へのウクライナ軍関与が客観的に証明される」と主張した。2004年6月21日にウクライナ一般検察当局事務所のスポークスマンは、「これまで行われた11の法医学試験のいずれも、ウクライナのミサイルによる旅客機撃墜を証明できなかった」と述べた。
以上のことからウクライナの主張は、演習のミサイルがシベリア航空機を撃墜したというロシア連邦政府側の調査結果に否定的であるが、それ以外の可能性については主張しておらず、合理的ではない可能性がある。また、中立的な位置にある第三者であるアメリカ政府当局者は事故直後から、偵察衛星の記録を根拠に、「ウクライナの軍事演習で発射された地対空ミサイルがシベリア航空機に命中したようだ」との見解を述べていた。